# Plaza (Berlin)

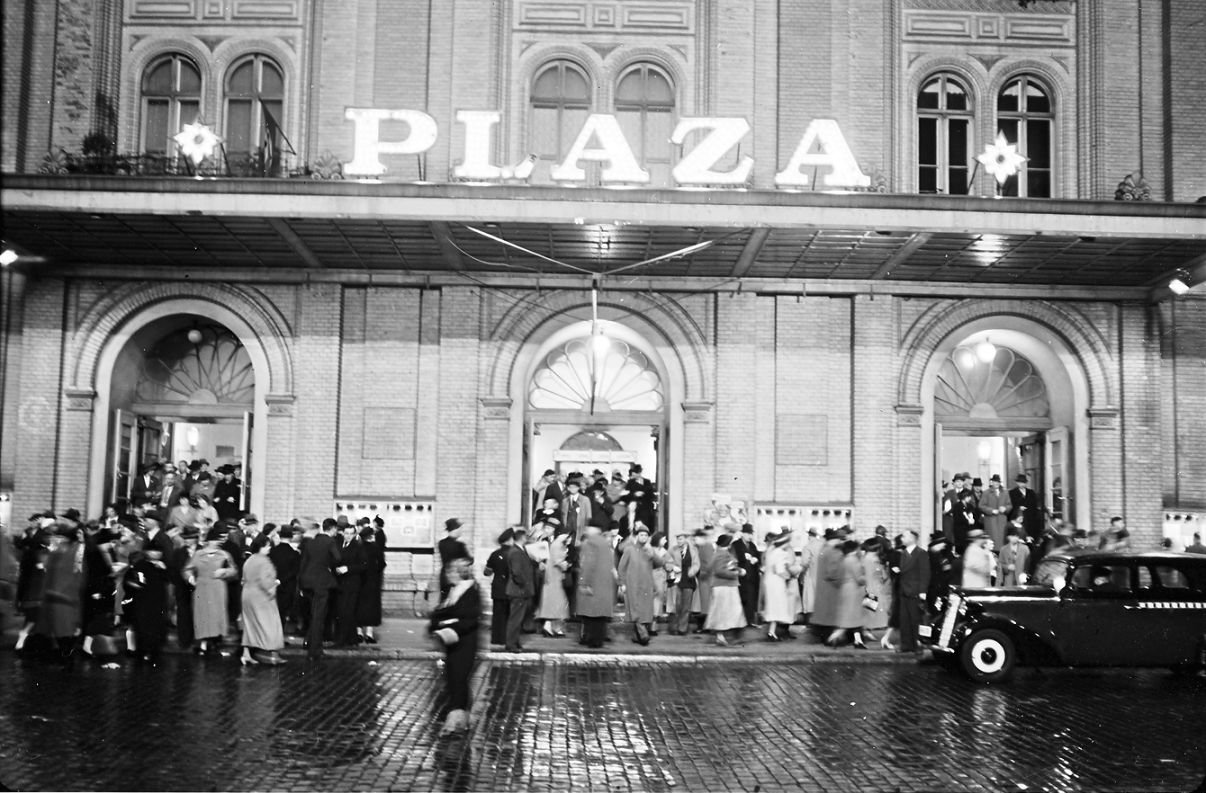
Plaza, 1938

Die Plaza (auch Theater der 3000 genannt) war von 1929 bis 1944 neben der Scala und dem Wintergarten eines der größten Varietés in Berlin und bot Platz für 3000 Zuschauer. Zudem war es eines der ersten Volksvarietés in Deutschland, da es gezielt auf die Arbeiterschaft ausgerichtet war. Es befand sich im ehemaligen Ostbahnhof („Küstriner Bahnhof“) in Friedrichshain, Küstriner Platz 11, dem heutigen Franz-Mehring-Platz 1.

## Geschichte
Das Varieté Plaza wurde von den jüdischen Anteilseignern der Scala geschaffen, um die Arbeiterschaft als Varieté-Publikum zu gewinnen. Vorbild dafür waren Spielstätten in anderen Weltmetropolen zu dieser Zeit, die sehr erfolgreich in Arbeitervierteln betrieben wurden. Dabei zeigte sich in Berlin das Gebäude des alten Ostbahnhofs im damaligen Stadtteil Friedrichshain besonders geeignet, da Friedrichshain damals ein ausgeprägtes Proletarierviertel war. In die ehemalige Bahnsteighalle wurden der Zuschauerraum und ein Bühnenhaus als neuer Bauteil eingebaut.
Die Eröffnung fand am 1. Februar 1929 statt. Im Herbst des gleichen Jahres begann die Weltwirtschaftskrise, die auch die Gesellschaft um die Scala und das Plaza betraf. Auch die weitestgehende Umstellung auf Operettenaufführungen durch die Gebrüder Alfred und Fritz Rotter und eine Experimentalaufführung von Friedrich Schillers Kabale und Liebe durch Max Reinhardt konnte eine hohe Verschuldung nicht verhindern. Nach der Machtübernahme durch die Nationalsozialisten wurde das Plaza – ebenso wie die Scala – durch den Hauptkreditgeber Dresdner Bank in nicht-jüdische Hände gegeben.
Ab 1935 spielte das Varieté vorwiegend für die KdF-Organisation und wurde 1938 von dieser komplett übernommen. Unter dem Direktor Herbert Müller-Endenthum konnte sich das Plaza bis zur allgemeinen Schließung aller deutschen Theaterbetriebe am 1. September 1944 über gut besuchte Programme freuen. In der letzten Vorstellung vor der Schließung sangen Erich Arnold und Brigitte Mira Lieder aus der Lustigen Witwe.  
Die ehemalige Bahnhofshalle wurde 1944 durch alliierte Luftangriffe zerstört, das Gebäude 1945 in der Schlacht um Berlin zur Ruine und ab 1952 abgerissen. 
Im Jahr 1974 wurde an dieser Stelle am Franz-Mehring-Platz 1 (siehe zuvor: Küstriner Bahnhof) das Verlagsgebäude Neues Deutschland errichtet.
Seit dem 8. Mai 2009 erinnert eine Stele vor dem Verlagsgebäude an das 1929 hier eröffnete und bekannte Varieté-Theater Plaza und seinen Gründungsdirektor Jules Marx.